# Naoufel El Hannach
Naoufel El Hannach (arabe : نوفل الحناش), né le 7 décembre 2006, est un footballeur marocain qui évolue au poste de défenseur central au Montpellier HSC, en prêt du Paris Saint-Germain.

## Biographie

### Arrivée au centre de formation du PSG
En 2013, El Hannach rejoint le centre de formation du Paris Saint-Germain, où il évolue en UEFA Youth League. Au cours de la saison 2023-2024, il était considéré comme l'un des joueurs clés de l'équipe des moins de 19 ans du club.

### Premier contrat pro au PSG
Le 7 février 2025, El Hannach signe son premier contrat professionnel avec le PSG jusqu'en 2027.

### Départ en prêt à Montpellier (2025-2026)
Le 26 juin 2025, le PSG officialise le départ en prêt de Naoufel à Montpellier jusqu’à la fin de la saison.

## Style de jeu
El Hannach peut jouer comme arrière droit et comme défenseur central. Droitier, il est connu pour sa vitesse,.

## Vie privée
El Hannach est le frère cadet des footballeurs Younes et Idriss.

## Palmarès
Paris Saint-Germain U19
- Championnat National U19 : Champion en 2024[7] et 2025[8]. finaliste : 2023[9].

### En sélection
- Maroc -20 ans
  - Coupe d'Afrique des nations
    -  Finaliste en 2025